# スポーツ玉澤
株式会社玉澤運動具店（たまざわうんどうぐてん）は、東京都新宿区に本社を置く、野球用品（バットやグローブなど）を中心としたスポーツ用品メーカー。「TAMAZAWA」という、アルファベットのブランド名表記も見られる。

## 沿革
- 1910年 創業者・玉澤敬三[1]が新宿で、見習い先の支店「田中運動具支店」として営業を開始する[2]。
- 1912年 「玉澤バット商会」と社名変更[2]。
- 1928年 東京府東京市牛込区（現在の東京都新宿区）山吹町に本社ビルを建設。
- 1938年 「株式会社玉澤」と社名変更[3]
- 1964年頃、玉澤バットは、多くのプロ野球選手が使っていたという[4]。
- 1974年 日本初のアルミ製バット「斗魂」完成[2]。
- 1984年 「株式会社玉澤スポーツ」と社名変更、世田谷区に移転。
- 1994年10月 「株式会社スポーツ玉澤」が台東区上野に設立され、事業を継承。
- 2016年12月 台東区東上野に移転。
- 2023年
  - 6月 当時の代表が死去し、9月末に事業を停止[5]。
  - 10月11日 「株式会社玉澤運動具店」が新宿区新宿に設立[6]。
- 2024年
  - 2月7日 「株式会社スポーツ玉澤」が東京地裁より破産手続き開始決定を受ける[5]。
  - 10月 「株式会社スポーツ玉澤」から事業継承した「株式会社玉澤運動具店」が事業再開。

## 読売ジャイアンツとの関わり
読売ジャイアンツのユニフォームにおいては、V9時代（1965年 - 1973年）に着ていたものを手掛けていた。さらに、戦前1936年当時のTAMAZAWA製のもの（青柴憲一投手が着用）も発見されている。のち長嶋茂雄監督（第一次）時代から藤田元司監督（第一次）時代まで TAMAZAWA が手掛けた（デサント製のものと併用）。
1977年に東映まんがまつりの内の1本としてロードショーされた『ジャイアンツのこども野球教室』で、実技指導を受けた子供らのユニフォームや野球用具も当社が協賛して使用したものである。
ボールに関しても、広澤克実によると、かつて巨人軍でTAMAZAWA製を使っていたという。
また、川上哲治がプロ3年目の1940年に初めて（短期間ながら）使用したとされる「赤バット」は、この時既に出入り業者となっていたTAMAZAWAの担当者に本人が発注したものという情報もある。当時のチームカラー海老茶色を川上が希望したものの、塗料の関係で赤っぽくなったのが発祥だという（その後の「赤バット」は川上が復員復帰した1946年に南風堂が贈呈し、翌1947年に美津和タイガーが年間契約で提供したがボールへの着色弊害でカラーバット自体使用禁止になったという）。

## 関連文献
- 『不滅 元巨人軍マネージャー回顧録』 - 著者の菊池幸男は、同社の巨人担当セールスマンを15年勤めた後、1982年に巨人の用具係に転身、1994年に一軍マネージャーとなった。